# X-Men: Apocalipsa
X-Men: Apocalipsa (titlu original: X-Men: Apocalypse) este un film american cu supereroi din 2016 regizat și produs de Bryan Singer. Este bazat pe personaje Marvel Comics, cu un scenariu de Simon Kinberg. Rolurile principale au fost interpretate de actorii James McAvoy, Michael Fassbender, Jennifer Lawrence, Oscar Isaac, Nicholas Hoult, Rose Byrne, Tye Sheridan, Sophie Turner, Olivia Munn și Lucas Till. În România a avut premiera la 20 mai 2016.

## Prezentare
En Sabah Nur e un personaj rau,primul care a devenit mutant

## Distribuție
- James McAvoy ca Professor Charles Xavier / Professor X[13]
- Michael Fassbender ca Erik Lehnsherr / Magneto ("War")[14]
- Jennifer Lawrence ca Raven Darkhölme / Mystique[13]
- Oscar Isaac ca En Sabah Nur / Apocalypse[15]
- Nicholas Hoult ca Hank McCoy / Beast[13]
- Rose Byrne ca Moira MacTaggert[16]
- Tye Sheridan ca Scott Summers / Cyclops[17][18]